# Greensburg (Indiana)
Greensburg is een plaats (city) in de Amerikaanse staat Indiana, en valt bestuurlijk gezien onder Decatur County.

## Demografie
Bij de volkstelling in 2000 werd het aantal inwoners vastgesteld op 10.260.
In 2006 is het aantal inwoners door het United States Census Bureau geschat op 10.538, een stijging van 278 (2.7%).

## Geografie
Volgens het United States Census Bureau beslaat de plaats een oppervlakte van
12,5 km², waarvan 12,4 km² land en 0,1 km² water. Greensburg ligt op ongeveer 308 m boven zeeniveau.

## Plaatsen in de nabije omgeving
De onderstaande figuur toont nabijgelegen plaatsen in een straal van 20 km rond Greensburg.